# Good Times (Kool & the Gang)
Good Times  è il quinto album dei Kool and the Gang, uscito nel 1973.

## Tracce
1. Good Times (Kool & the Gang) - 4:16
2. Country Junky (Kool & the Gang) - 2:55
3. Wild Is Love (Brown/Mickens) - 3:24
4. North, East, South, West (West) - 3:38
5. Making Merry Music (Kool & the Gang) - 3:04
6. I Remember John W. Coltrane (Bayyan) - 4:02
7. Rated X (Kool & the Gang) - 4:02
8. Father, Father (Brown) - 5:37

## Formazione

### Gruppo
- Dennis D.T. Thomas – sassofono contralto, voce, flauto, percussioni
- Ronald Bell – sassofono tenore, sassofono soprano, voce, flauto contralto
- Robert Spike Mickens – tromba, voce, flicorno, percussioni
- Claydes Smith – chitarra elettrica, chitarra acustica
- Rick West – pianoforte acustico, voce, clavinet, sintetizzatore
- Robert Kool Bell – basso, voce
- George Brown – batteria, voce, percussioni

#### Altri musicisti
- Allen McGill – violoncello
- Billy Brown – corno francese
- Sharon Moe – corno francese
- Assunta Dell'Aquila – arpa
- Marty Salyk – viola
- Sy Miroff – violino
- Al Wagner – violino
- San Zimmerman – violino